# سازمان بین‌المللی

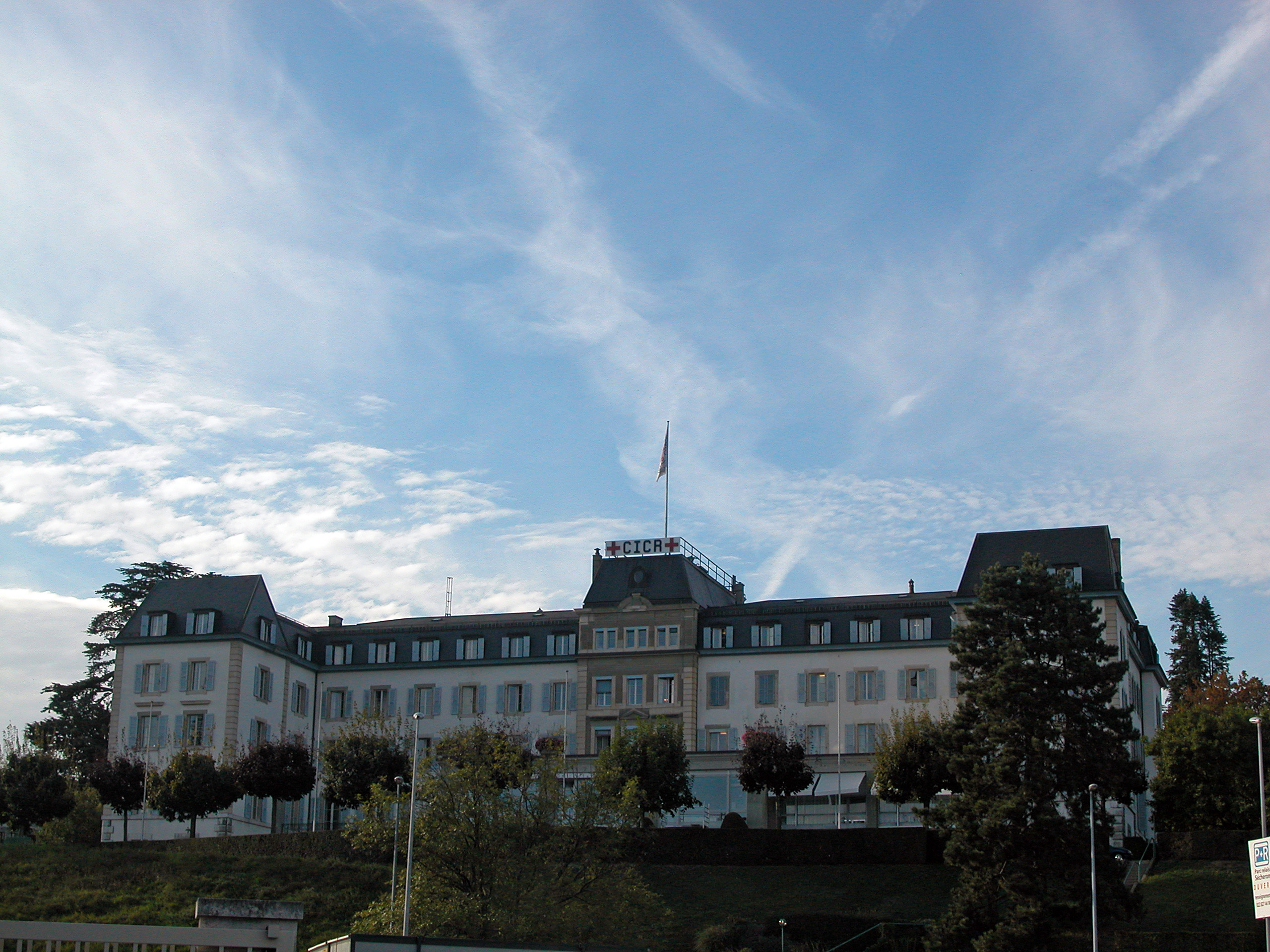
سازمان بین‌المللی

سازمان بین‌المللی، از نظر حقوق بین‌الملل، سازمانی است که عضوهای آن دولت‌ها هستند.
اگر چه گاه برخی سازمان‌هایی که از سازمان مردم‌نهاد تشکیل می‌شوند نیز سازمان بین‌المللی خوانده می‌شوند، ولی در این مقاله منظور از سازمان بین‌المللی آن سازمان‌های بین‌المللی هستند که از دولت‌ها تشکیل می‌شود.
سازمان بین‌المللی بر پایه معاهده‌ای بین دولت‌ها تشکیل می‌شود. بدین ترتیب گروه‌بندی‌های کشورها که بر پایه عهدنامه‌ای قرار ندارد را نمی‌توان سازمان بین‌المللی دانست. نمونه این گروه‌بندی‌ها G-۸ و G-۷۷ است که کنفرانس‌های ادواری دارند ولی سازمانی بین‌المللی به‌شمار نمی‌آیند.
همچنین صرف موجود بودن عهدنامه‌ای بین دولت‌ها تشکیل سازمانی بین‌المللی نمی‌دهد؛ مثلاً عهدنامه نافتا در مورد تجارت بین کشورهای آمریکای شمالی به معنای وجود سازمانی از این کشورها نیست.
مشهورترین سازمان بین‌المللی سازمان ملل متحد است؛ و همچنان سازمان‌های مانند .(یونیسف) که برای کمک به بهبود زندگی کودکان و خانوده‌هایشان دریکصدو نود کشور فعالیت می‌کند.
سازمان‌های بین‌المللی شخصیت حقوقی بین‌المللی دارند و می‌توانند به عنوان طرف قرارداد با دیگر دولت‌ها یا سازمان‌ها به بستن قرارداد بپردازند.
عضویت در برخی از سازمان‌های بین‌المللی برای تمام کشورها آزاد است (مانند سازمان ملل متحد یا اتحادیه جهانی پست) ولی بعضی از سازمان‌های بین‌المللی فقط از کشورهای منطقه‌ای خاص عضو می‌پذیرند (مانند اتحادیه اروپا). گاه عوامل دیگری مانند مذهب یا قومیت معیار عضویت در سازمانی بین‌المللی است (مانند سازمان همکاری اسلامی و اتحادیه کشورهای عرب).